# Azfari
Muhammad Zahir al-Din Mirza Ali Bakht Bahadur Gurgani Azfari (1758-1818), fou un escriptor i príncep mogol de l'Índia. Parlava àrab, persa, urdú i turc i una mica d'anglès.
Era descendent d'Aurangzeb, net d'Iffat Ara Begum (filla de Djahandar Shah) i fill de Shah Alam Bahadur Shah I. Va néixer al Fort Roig de Delhi i es va criar a la fortalesa. Estava pensionat per la Companyia Britànica de les Índies Orientals (com altres prínceps mogols). El 1788 es va escapar de la fortalesa i va passar per Jaipur i Jodhpur fins a arribar a Lucknow on fou ben rebut pel nawab d'Oudh Asaf al-Dawla, a la cort del qual va restar set anys; després va anar a Patna i el 1797 a Maksudabad (després Murshidabad) on va romandre uns dotze anys per passar llavors a Madras on va residir fins a la seva mort el 1818.
Va escriure poemes en diverses llengües (un diwan complet en urdú). La seva obra principal és la Wakiat-i Azfari acabat el 1806 després de 9 anys de treball, on relata la seva vida i les seves experiències amb un relat magnífic de l'episodi de Ghulam Kadir Rohilla Khan que va ocupar Delhi el 1788 i va fer cegar a l'emperador Shah Alam I; en aquest llibre, al final, esmenta vuit de les seves obres, entre les quals un diccionari i una gramàtica de txagatai, les quals s'han perdut.